# Von Brömssen
von Brömssen med flera alternativa stavningar och namnvarianter är en svensk adelsätt, där utvandrade grenar registrerats som adel i Estland och Livland.
Offentlig statistik tillgänglig i augusti 2017 anger följande antal personer bosatta i Sverige med namnvarianterna
- von Brömsen 96
- von Brömssen 50

Tillsammans blir detta 146 personer. Utanför Sverige har varianterna von Broemsen och Bremzen förekommit.

## Släkthistoria
Ätten har tidigare antagits härstamma från Livland, där en tidigare utslocknad ätt med samma namn har funnits. Enligt nyare forskning är emellertid den äldste kände medlemmen av ätten kopparslagaråldermannen Jöran Jönsson Bröms i Jönköping (begravd 1638). Hans son Johan Bröms (död 1684) var borgmästare i Dorpat och adlades 1678 med namnet von Bröms samt introducerades 1680 på Riddarhuset  efter namnändring som von Brömssen  på nummer 932.
Från Johan von Brömssens söner och sonsöner kan fem ättegrenar urskiljas. Några av dessa har i genealogiska översikter fått något olika namn.
Släktträdet nedan återger grenarnas inbördes relationer:
Tre grenar fortlevde i Estland och Livland sedan dessa områden avträtts till Ryssland vid freden i Nystad 1721, Dessa grenar benämns efter de gods de disponerade som Congata-, Drobusch- och Samhoffska grenarna. Congata-grenen och Samhoffska grenen blev inskrivna med nummer 99 på Livlands riddarhus 1747 och Samhoffska grenen även på Estlands riddarhus med nummer 82 två år tidigare.  Vid dessa tillfällen skrevs namnet von Broemsen. Congata- och Drobusch-grenarna  utslocknade i början av 1800-talet, medan den yngsta, Samhoffska grenen fortlever bland annat i Sverige, där den 1937 återfick representationsrätt på svenska Riddarhuset. Medlemmar av denna gren i Sverige skriver namnet von Brömsen. I Ryssland och USA har namnet Bremzen använts.
De svenska grenarna uppflyttades 1778 till den dåvarande riddarklassen. De stammar från bröderna Henrik Vilhelm von Brömssen  och Carl Gustaf  von Brömssen, som fortsatte sin militära tjänstgöring i Sverige efter 1721. Från Henrik Vilhelm stammar den svenska huvudgrenen, från Carl Gustaf de båda yngre svenska grenarna. Dessa senare härstammar från två bröder Carl Axel von Brömssen (1794–1830-talet) och Edvard Gustaf von Brömssen (1788–1861), som slutade i det militära som furir respektive sergeant. Den yngre broderns släktlinje utslocknade med dennes son sergeanten Carl Edvin von Brömssen (1841–efter 1923).  Ättlingar till Carl Axel har speciellt varit knutna till socknarna i nuvarande Lilla Edets kommun, (Hjärtum, Västerlanda, Fuxerna) där flera varit jordbrukare, hantverkare och fabriksarbetare.  Från denna gren härstammar ättens idag mest kände medlem, skådespelaren Tomas von Brömssen (född 1943).

## Släktträd, äldre generationer (urval)
Följande släktträd är baserat på Elgenstjernas genealogiska arbete. Beteckningar Tab 1, Tab 2, et cetera visar till tabellnummer i Elgenstiernas arbete.
- Johan Bröms, adlad von Brömssen (död 16814), borgmästare i Dorpat. Ättens stamfar. Tab 1
  - Johan (1654–1719), jurist, bland annat vid Dorpats hovrätt, landshövding på Ösel 1718.  Tab 2
    - Jacob Julius von Brömssen (död 1722), född i Dorpat, tjänstgjorde vid Dalregementet och Smålands kavalleriregemente. Efter avsked 1720 återvände han till Livland, där han dog. Stamfar för Congata-grenen. Tab 3.
    - Henrik Vilhelm von Brömssen (16841738), majors titel vid Hälsinge regemente, död i Stockholm. Stamfar för svenska huvudgrenen. Tab 7.
    - Carl Gustaf von Brömssen (1686–1741), volontär i Dorpat tjänstgjorde vid regementen i Västergötland och Skåne, 1734-1747 i Göteborg. Major. Stamfar för yngre svenska (västsvenska) grenarna.  Tab 14

  - Magnus von Brömssen (1658–734) tjänstgjorde vid Livgardet, Österbottens regemente samt vid regementen i Livland. Överstelöjtnant.Avsked 1721. Död i Ryssland. Stamfar för  Drobusch- eller Nötkenshoff-grenen i Livland, Tab 25.
  - Georg, von Brömssen (död 1737), tjänstgjorde vid olika svenska truppslag,, blev 1714 kommendant på Vaxholm. Överestelöjtnants avsked 1721. Flyttade 1726 till sina livländska arvegods, som han sålde. Stamfar för Samhoffska grenen. Tab 29.

## Personer med namnet
- Birger von Brömssen (1894–1990), konstnär, far till Tomas von Brömssen
- Tomas von Brömssen (född 1943), skådespelare
- Tommy von Brömsen (född 1981), fotbollsspelare

## Andra adelsätter von Brömssen
En annan släkt von Brömsen var känd på 1200-talet, men utdog tidigt. En kvinnlig känd medlem av detta släkte var gift med släktet von der Netze och deras ätt upptog namnet von Brömsen. De erhöll riksadelsdiplom 1532 och upphöjdes därmed till riksfriherrar. Något samband mellan denna ätt och den svenska adelsätten finns dock ej.